# Idioma salar
El salar es una lengua túrquica hablada por el pueblo salar, que vive principalmente en las provincias de Qinghai y Gansu en China; algunos también viven en Ili, Xinjiang. Es un valor atípico oriental de la rama oghuz del turco; el resto de lenguas se hablan principalmente en Asia occidental y central. Los salar cuentan con unas 105 000 personas, unas 70 000 (2002) hablan el idioma, de las que menos de 20 000 son monolingües.
Según la tradición salar y las crónicas chinas, los salar son descendientes de la tribu Salur, de los turcos oguz del Khaganato turco occidental. Durante la dinastía Tang, la tribu Salur habitó dentro de las fronteras de China, y desde entonces habita en la región fronteriza entre Qinghai y Gansu.
El salar contemporáneo tiene cierta influencia del chino y del amdo tibetano.